# Nourard-le-Franc
Nourard-le-Franc település Franciaországban, Oise megyében. Lakosainak száma 295 fő (2022. január 1.). Nourard-le-Franc Bucamps, Catillon-Fumechon, Le Mesnil-sur-Bulles, Le Plessier-sur-Bulles, Le Quesnel-Aubry, Saint-Just-en-Chaussée és Valescourt községekkel határos.

## Népesség
A település népességének változása:
| Lakosok száma | 339  | 349  | 363  | 339  | 325  | 311  | 305  | 300  | 295  |
|               | 2013 | 2015 | 2016 | 2017 | 2018 | 2019 | 2020 | 2021 | 2022 |